# Es Camp de sa Creu
Es Camp de sa Creu, antigament també el Camp de la Creu Vella és un indret de Santa Maria del Camí situat entre el Camí de Sant Jordi, el Camí de Sencelles i el Camí de Muro (Camí des Pou des Coll). Ja apareix documentat el 1643. Probablement hi degué haver una creu de terme. En l'actualitat hi ha diverses edificacions, algunes d'elles dels segle xviii i xix, i camps de conreus en els quals hi predomina l'ametlerar.